# 유계형 집합
수학에서 유계형 집합(有界型集合, 영어: bornological set)은 유계 부분 집합들의 집합족이 명시된 집합이다.

## 정의
집합 {\displaystyle X} 위의 유계형(有界型, 영어: bornology)은 다음 두 조건을 만족시키는 집합족 {\displaystyle {\mathcal {B}}\subseteq {\mathcal {P}}(X)}이다.
- 덮개이다. 즉, {\displaystyle \textstyle \bigcup {\mathcal {B}}=X}이다.
- 순서 아이디얼이다. 즉, 다음 세 조건이 성립한다.
  - {\displaystyle \varnothing \in {\mathcal {B}}}
  - (하집합성) 임의의 {\displaystyle B\in {\mathcal {B}}} 및 {\displaystyle S\subseteq X}에 대하여, {\displaystyle S\cap B\in {\mathcal {B}}}
  - (상향성) 임의의 {\displaystyle B,B'\in {\mathcal {B}}}에 대하여, {\displaystyle B\cup B'\in {\mathcal {B}}}

{\displaystyle {\mathcal {B}}}의 원소를 유계 집합이라고 한다.
유계형을 갖춘 집합 {\displaystyle (X,{\mathcal {B}})}를 유계형 집합이라고 한다.
같은 집합 {\displaystyle X} 위의 두 유계형 {\displaystyle {\mathcal {B}}}, {\displaystyle {\mathcal {B}}'}에 대하여, 만약 {\displaystyle {\mathcal {B}}\subseteq {\mathcal {B}}'}이라면, {\displaystyle {\mathcal {B}}}가 더 엉성하다(영어: coarser)고 하며, 반대로 {\displaystyle {\mathcal {B}}'}이 더 섬세하다(영어: finer)고 한다.
두 유계형 집합 {\displaystyle (X,{\mathcal {B}}_{X})}, {\displaystyle (Y,{\mathcal {B}}_{Y})} 사이의 함수 {\displaystyle f\colon X\to Y}가 다음 조건을 만족시킨다면, 유계형 함수(영어: bounded map)라고 한다.
- 유계 집합의 상은 유계 집합이다. 즉, 임의의 {\displaystyle B_{X}\in {\mathcal {B}}_{X}}에 대하여, {\displaystyle f(B_{X})\in {\mathcal {B}}_{Y}}이다.

## 성질
임의의 유계형 집합 {\displaystyle (X,{\mathcal {B}})}에서, {\displaystyle X}의 유한 부분 집합은 항상 유계 집합이다.
유계형 집합과 유계형 함수들의 범주는 준토포스이다.:256, Example III.10(b)

## 예

### 집합
집합 {\displaystyle X} 및 무한 기수 {\displaystyle \kappa }가 주어졌다고 하자. 그렇다면, 크기가 {\displaystyle \kappa } 미만인 부분 집합들의 족
{\displaystyle {\mathcal {P}}_{<\kappa }(X)=\{S\subseteq X\colon |S|<\kappa \}}
은 유계형 집합을 이룬다.
특수한 경우로 다음이 있다.
- {\displaystyle \kappa =\aleph _{0}}인 경우, {\displaystyle {\mathcal {P}}_{<\aleph _{0}}(X)}-유계 집합은 유한 부분 집합이다. 이는 {\displaystyle X} 위의 가장 엉성한 유계형이다.
- {\displaystyle \kappa >|S|}인 경우, 모든 부분 집합이 {\displaystyle {\mathcal {P}}_{<\kappa }(X)}-유계 집합이다. 이는 {\displaystyle X} 위의 가장 섬세한 유계형이다.

특히, 만약 {\displaystyle X}가 유한 집합일 경우 {\displaystyle {\mathcal {B}}_{<\kappa }={\mathcal {P}}(X)}들은 {\displaystyle \kappa }에 관계없이 모두 일치하며, 이는 {\displaystyle X} 위의 유일한 유계형이다.

### 위상 공간
T1 공간 {\displaystyle X}에서, 폐포가 콤팩트 집합인 부분 집합들의 족은 유계형을 이룬다.

### 거리 공간
거리 공간 {\displaystyle (X,d)}에서, 다음과 같은 집합족은 유계형을 이룬다.
{\displaystyle {\mathcal {B}}=\{S\subseteq X\colon \operatorname {diam} _{d}S<\infty \}}
여기서
{\displaystyle \operatorname {diam} S=\sup _{s,t\in S}d(s,t)}
는 {\displaystyle S}의 지름이다.

### 위상 벡터 공간
위상체 {\displaystyle K} 위의 위상 벡터 공간 {\displaystyle V} 위의 폰 노이만 유계형(영어: von Neumann bornology)은 다음과 같다.
{\displaystyle B\in {\mathcal {B}}\iff \forall U\in {\mathcal {N}}_{0}\exists r\in K^{\times }\colon B\subseteq rU}
여기서
- {\displaystyle {\mathcal {N}}_{0}}는 영벡터의 근방 필터이다.
- {\displaystyle K^{\times }=K\setminus \{0\}}는 {\displaystyle K}의 가역원군이다.

두 위상 벡터 공간 {\displaystyle V}, {\displaystyle W} 사이의 연속 선형 변환 {\displaystyle T\colon V\to W}은 폰 노이만 유계 함수이다.
그러나 일반적으로 폰 노이만 유계 선형 변환이 연속 함수일 필요는 없다. 다만, 만약 {\displaystyle V}가 거리화 가능 국소 볼록 배럴 공간이며 {\displaystyle W}가 국소 볼록 공간인 경우, 선형 변환 {\displaystyle V\to W}에 대하여 연속 함수인 것은 유계인 것과 동치이다.

### 순서 집합
{\displaystyle (X,\lesssim )}가 상향 원순서 집합이라고 하자. 그렇다면, 상계를 갖는 부분 집합들의 족
{\displaystyle {\mathcal {B}}_{\text{ub}}(X)=\{S\subseteq X\colon \exists a\in X\forall s\in S\colon a\gtrsim s\}}
은 유계형을 이룬다. 마찬가지로, {\displaystyle (X,\lesssim )}가 하향 원순서 집합이라면, 하계를 갖는 부분 집합들의 족
{\displaystyle {\mathcal {B}}_{\text{lb}}(X)=\{S\subseteq X\colon \exists a\in X\forall s\in S\colon a\lesssim s\}}
은 유계형을 이룬다. 만약 {\displaystyle (X,\lesssim )}가 상향 원순서 집합이자 하향 원순서 집합이라면 (예를 들어, {\displaystyle X}가 공집합이 아닌 전순서 집합이라면), 상계와 하계를 둘 다 갖는 부분 집합들의 족
{\displaystyle {\mathcal {B}}_{\text{b}}={\mathcal {B}}_{\text{ub}}\cap {\mathcal {B}}_{\text{lb}}}
역시 유계형을 이룬다.

### 측도 공간
측도 공간 {\displaystyle (X,\Sigma ,\mu )}에 대하여 다음 두 조건이 서로 동치이다.
- {\displaystyle \mu }는 완비 측도이며, 모든 한원소 집합은 가측 집합이자 그 측도가 0이다.
- 측도가 0인 가측 집합들의 족 {\displaystyle \{S\in \Sigma \colon \mu (S)=0\}}은 유계형을 이룬다.

## 역사
유계형 집합의 개념은 조지 매키(영어: George Mackey)가 최초로 연구하였다. 이후 니콜라 부르바키가 "유계형"(프랑스어: bornologie 보르놀로지[*])이라는 용어를 도입하였다. 이는 프랑스어: borné 보르네[*](유계 집합) + 프랑스어: -ologie 올로지[*](위상 프랑스어: topologie 토폴로지[*]의 어미)의 합성어이다.

## 참고 문헌
1. ↑  Adámek, Jiří; Herrlich, Horst (1986). “Cartesian closed categories, quasitopoi and topological universes”. 《Commentationes Mathematicae Universitatis Carolinae》 (영어) 27 (2): 235–257. MR 857544. Zbl 0601.18003.

- Hogbe-Nlend, Henri (1971). 《Théorie des bornologies et applications》. Lecture Notes in Mathematics (프랑스어) 213. Springer-Verlag. doi:10.1007/BFb0069416. ISBN 978-3-540-05546-4. ISSN 0075-8434. MR 625157. Zbl 0225.46005.
- Hogbe-Nlend, Henri (1971년 1월 5일). “Les racines historiques de la bornologie moderne”. 《Séminaire Choquet. Initiation à l’analyse》 (프랑스어) 10 (9). MR 625157. Zbl 0225.46005.